# Izumo
Izumo (japanska: 出雲市  ?, Izumo-shi) är en stad i Shimane prefektur i Japan. Staden fick stadsrättigheter 1941.
Ca 10 km från stadens centrum ligger Izumo-taisha, en av de äldsta jinja, shinto-helgedomarna, för Ōkuninushi i Japan.